# 索默朗
索默朗（法語：Sommelans）是法国皮卡第大区埃纳省的一个市镇，属于蒂耶里堡区讷伊圣弗龙县。该市镇2009年时的人口为61人。

## 人口
索默朗人口变化图示
| 数据来源：INSEE |